# 大曽根 (名古屋市)
大曽根（おおぞね）は、愛知県名古屋市北東部の北区と東区に南北にまたがる町名、およびその周辺地域の呼称である。町名としての大曽根は北区側は一丁目から四丁目まで、東区側は一丁目から二丁目まで存在する。住居表示は北区、東区共に実施済み。

## 概要

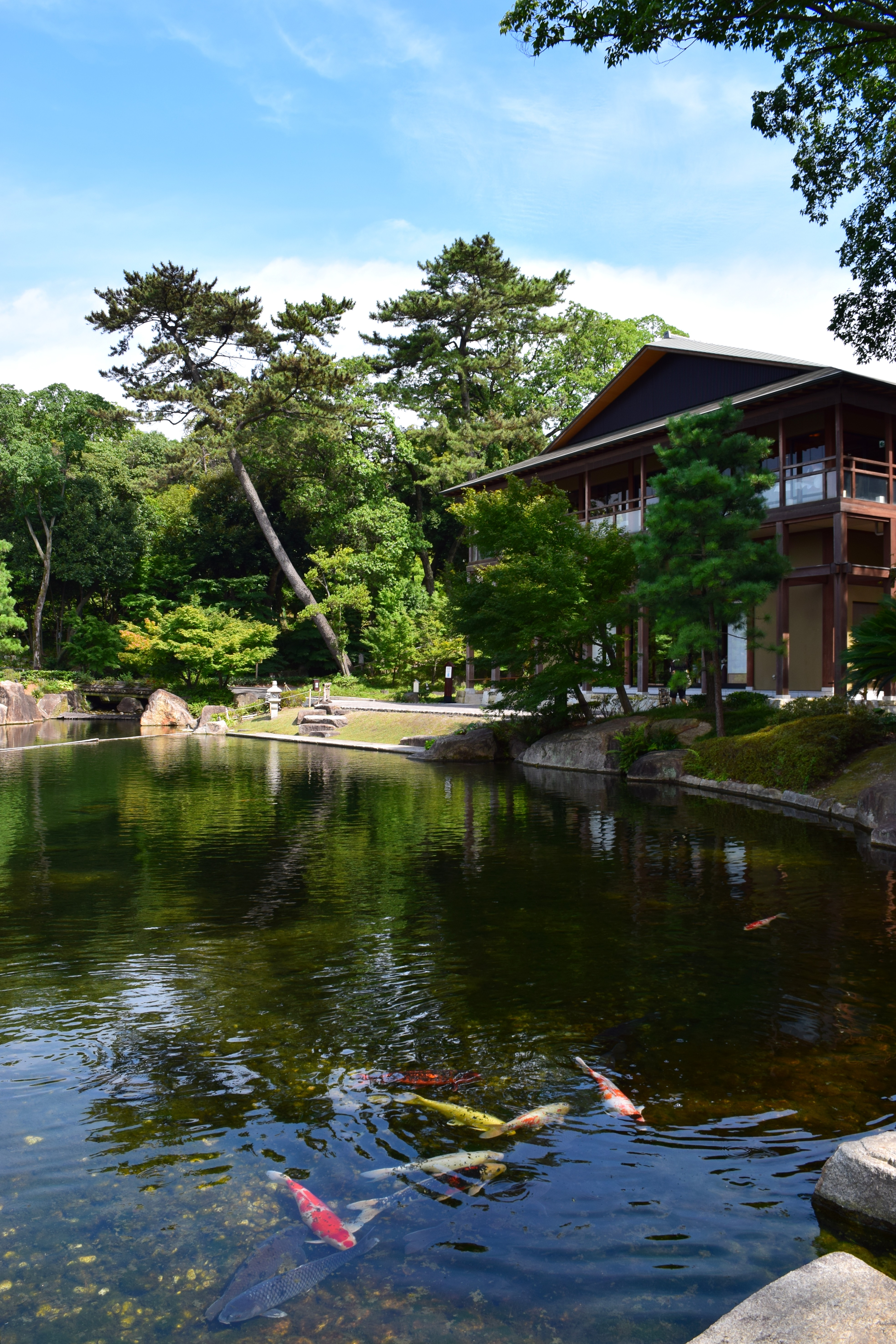
徳川園

名古屋市北区南東部、東区北部に位置し、東は矢田南五丁目、南は徳川二丁目・東大曽根町、北は平安一丁目・山田一丁目に接する。
広義には、大曽根交差点を中心に東はJR中央本線、西は杉村、南は徳川園、北は旧大幸川に囲まれた地域とその周辺の地域の呼称である。古くは木曽街道、下街道、瀬戸街道（愛知県道61号名古屋瀬戸線）の追分となる名古屋を出て最初の宿場町大曽根口として栄えた。
かつての町の中心は、現在の大曽根交差点周辺であった。20世紀以降に開業した各鉄道の大曽根駅は、町の北東端の東大曽根交差点周辺にあり、守山区や北区方面からも市バスがアクセスし、駅周辺は通勤通学で混雑する。そのため、特に名古屋市営地下鉄名城線開業以降は、町の中心が大曽根と隣の矢田にまたがる駅を中心とした東方の地区へ移りつつある。
加えて、現在の大曽根交差点付近にある市バスのバス停は「西大曽根」、名鉄瀬戸線の駅が旧町名の森下町に由来する「森下」という名称であるため、東大曽根交差点周辺を大曽根と呼ぶことが多くなり、また、多くの人がそのように地名を認識するようになってきている。
近年では、大曽根地区総合整備事業に伴う古くからの商店街の再開発とともに、マンション建設が増加している。また、町の東方にナゴヤドーム（東区大幸南）が開業して以降、大曽根駅では、野球観戦やコンサート等の利用客が増えている。金山に次ぐ名古屋の副都心となっている。
かつては低湿地のため浸水被害が起きることもしばしばあったが、大曽根地区総合整備事業の一環で大曽根駅西口の駅前広場の地下に大曽根雨水調整池が建設され、その危険性は低くなった。

## 歴史
春日井郡（西春日井郡）大曽根村（のちの東大曽根町）の一部、および大曽根村より分立した大曽根町を前身とする。

### 町名の由来
「曽根」という地名は城下町から一里離れた地点に付けられることが多く、当地があと一里で名古屋城下に至る場所であったことによるとみられる。また、河川（矢田川）の磯根・底根の意であるとの説もある。

### 沿革
旧大曽根村については東大曽根町#沿革を参照のこと。

#### 大曽根町
- 1878年（明治11年）12月28日 - 北八幡町・南八幡町および大曽根村ほか2か村の内大曽根町が合併し、春日井郡大曽根町が成立[2]。
- 1880年（明治13年）11月6日 - 名古屋区大曽根町となる[2]。
- 1889年（明治22年）10月1日 - 市制施行に伴い、名古屋市大曽根町となる[2]。
- 1908年（明治41年）4月1日 - 行政区設置に伴い、東区所属となる[2]。
- 1946年（昭和21年）4月16日 - 一部が北区へ編入され、北区大曽根町が成立[2][1]。
- 1952年（昭和27年）- 県道名古屋長野線が一級国道19号へ昇格。
- 1980年（昭和55年）2月10日 - 東区大曽根町の一部が同区芳野三丁目・徳川二丁目となり、一部を山口町へ編入[5][6]。
- 1981年（昭和56年）9月13日 - 東区大曽根町の一部が同区明倫町となり、一部を同区徳川町・東大曽根町へ編入[2]。
- 1981年（昭和56年）9月20日
  - 東区大曽根町の残部が同区徳川二丁目および北区大曽根一～二丁目となり廃止[2]。
  - 北区大曽根町の全域が同区大曽根一～二丁目となり廃止[1]。

#### 大曽根
- 1980年（昭和55年）2月10日 - 北区杉村町の一部より北区大曽根一丁目が、東区大曽根町・八軒家町の各一部より東区大曽根一丁目が成立[1][2]。
- 1981年（昭和56年）9月20日 - 以下の通り編入・成立[1][2]。
  - 北区八軒家町・杉村町・杉栄町・東大杉町・東大曽根町・大曽根町および東区八軒家町・東大曽根町の各一部を北区大曽根一丁目へ編入。
  - 北区/東区森下町・東大曽根町・大曽根町の各一部より、北区大曽根二丁目が成立。
  - 北区/東区東大曽根町の一部より、北区大曽根三丁目および東区大曽根二丁目が成立。
- 2004年（平成16年）11月20日 - 大曽根土地区画整理事業の換地処分に伴い[WEB 7]、以下の通り編入・成立[WEB 8]。
  - 北区東大曽根町（上1丁目）・東大杉町・東長田町の各一部を北区大曽根一丁目へ編入。
  - 北区東大曽根町の一部（本通1丁目全域と本通2～4丁目の各一部）を北区大曽根二丁目へ編入。
  - 北区東大曽根町（中3・4丁目全域と上4・5丁目、本通4～6丁目の各一部）・平安通4丁目の各一部を北区大曽根三丁目へ編入。
  - 北区東大曽根町（上1～4丁目、本通2～5丁目の各一部）・古径町および大曽根二丁目の各一部より、北区大曽根四丁目が成立。

## 世帯数と人口
2019年（平成31年）1月1日現在の世帯数と人口は以下の通りである。
| 区   | 丁目         | 世帯数    | 人口    |
| ---- | ------------ | --------- | ------- |
| 北区 | 大曽根一丁目 | 883世帯   | 1,597人 |
| 北区 | 大曽根二丁目 | 466世帯   | 881人   |
| 北区 | 大曽根三丁目 | 628世帯   | 1,104人 |
| 北区 | 大曽根四丁目 | 977世帯   | 1,497人 |
| 北区 | 北区 計      | 2,954世帯 | 5,079人 |
|      |              |           |         |
| 東区 | 大曽根一丁目 | 22世帯    | 43人    |
| 東区 | 大曽根二丁目 | 111世帯   | 166人   |
| 東区 | 東区 計      | 133世帯   | 209人   |
|      |              |           |         |
| 計   | 計           | 3,087世帯 | 5,288人 |

### 北区大曽根
国勢調査による人口の推移
| 1995年（平成7年）  | 1,589人 | [ WEB 9 ]  |  |
| 2000年（平成12年） | 1,611人 | [ WEB 10 ] |  |
| 2005年（平成17年） | 4,420人 | [ WEB 11 ] |  |
| 2010年（平成22年） | 4,889人 | [ WEB 12 ] |  |
| 2015年（平成27年） | 5,193人 | [ WEB 13 ] |  |

### 人口の変遷
国勢調査による人口の推移
| 1995年（平成7年）  | 207人 | [ WEB 14 ] |  |
| 2000年（平成12年） | 195人 | [ WEB 15 ] |  |
| 2005年（平成17年） | 218人 | [ WEB 16 ] |  |
| 2010年（平成22年） | 194人 | [ WEB 17 ] |  |
| 2015年（平成27年） | 189人 | [ WEB 18 ] |  |

## 学区
市立小・中学校に通う場合、学校等は以下の通りとなる。また、公立高等学校に通う場合の学区は以下の通りとなる。なお、小・中学校は学校選択制度を導入しておらず、番毎で各学校に指定されている。
| 区   | 丁目         | 小学校                                    | 中学校                                      | 高等学校 |
| ---- | ------------ | ----------------------------------------- | ------------------------------------------- | -------- |
| 北区 | 大曽根一丁目 | 名古屋市立杉村小学校 名古屋市立六郷小学校 | 名古屋市立若葉中学校 名古屋市立大曽根中学校 | 尾張学区 |
| 北区 | 大曽根二丁目 | 名古屋市立六郷小学校                      | 名古屋市立大曽根中学校                      | 尾張学区 |
| 北区 | 大曽根三丁目 | 名古屋市立六郷小学校                      | 名古屋市立大曽根中学校                      | 尾張学区 |
| 北区 | 大曽根四丁目 | 名古屋市立杉村小学校 名古屋市立飯田小学校 | 名古屋市立大曽根中学校                      | 尾張学区 |
| 東区 | 大曽根一丁目 | 名古屋市立旭丘小学校                      | 名古屋市立桜丘中学校                        | 尾張学区 |
| 東区 | 大曽根二丁目 | 名古屋市立旭丘小学校                      | 名古屋市立桜丘中学校                        | 尾張学区 |

## 交通

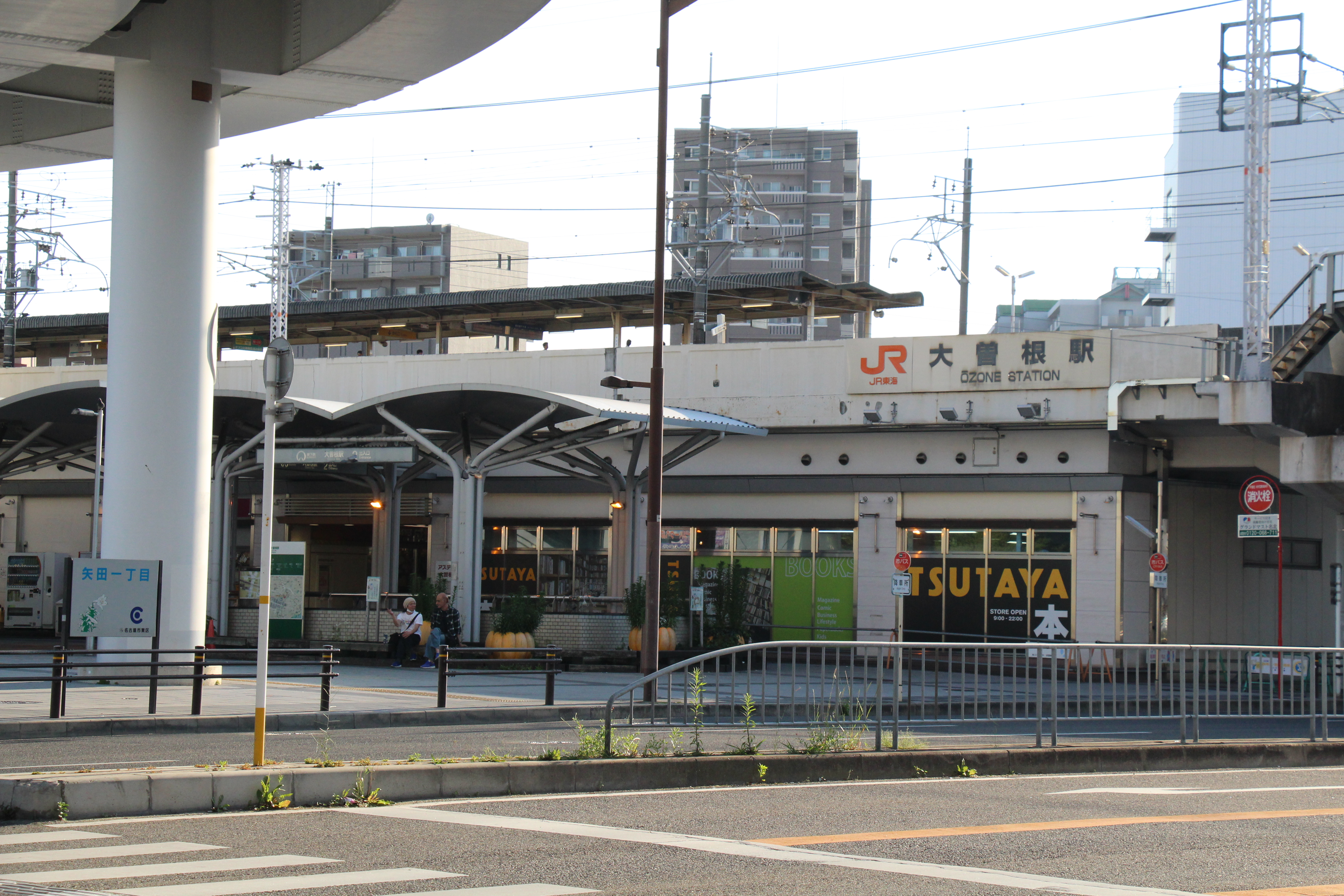
JR中央本線大曽根駅

### 鉄道
- 大曽根駅（名鉄瀬戸線、JR東海中央本線、名古屋市営地下鉄名城線、名古屋ガイドウェイバスガイドウェイバス志段味線（ゆとりーとライン））

大曽根駅西口広場
大曽根地区総合整備事業の一環として2006年（平成18年）12月に当駅西側が整備され、地下に集客施設「OZ GARDEN」、駐車場、駐輪場、雨水の調整池の大曽根雨水調整池が、地上には市バスターミナルが完成した。地下鉄コンコースから地上へのエレベーター・エスカレータも設置されている。かつては名鉄の駅前広場の近くに屋台が数件営業していたが、上記の関係で立ち退きをした。

### バス
- JR大曽根駅北口付近にあるバスターミナルから名古屋市営バスが発着している。

### 道路
- 国道19号
- 愛知県道15号名古屋多治見線
- 愛知県道216号大曽根停車場線
- 環状線（名古屋市道名古屋環状線）

## 施設

### 大曽根一丁目

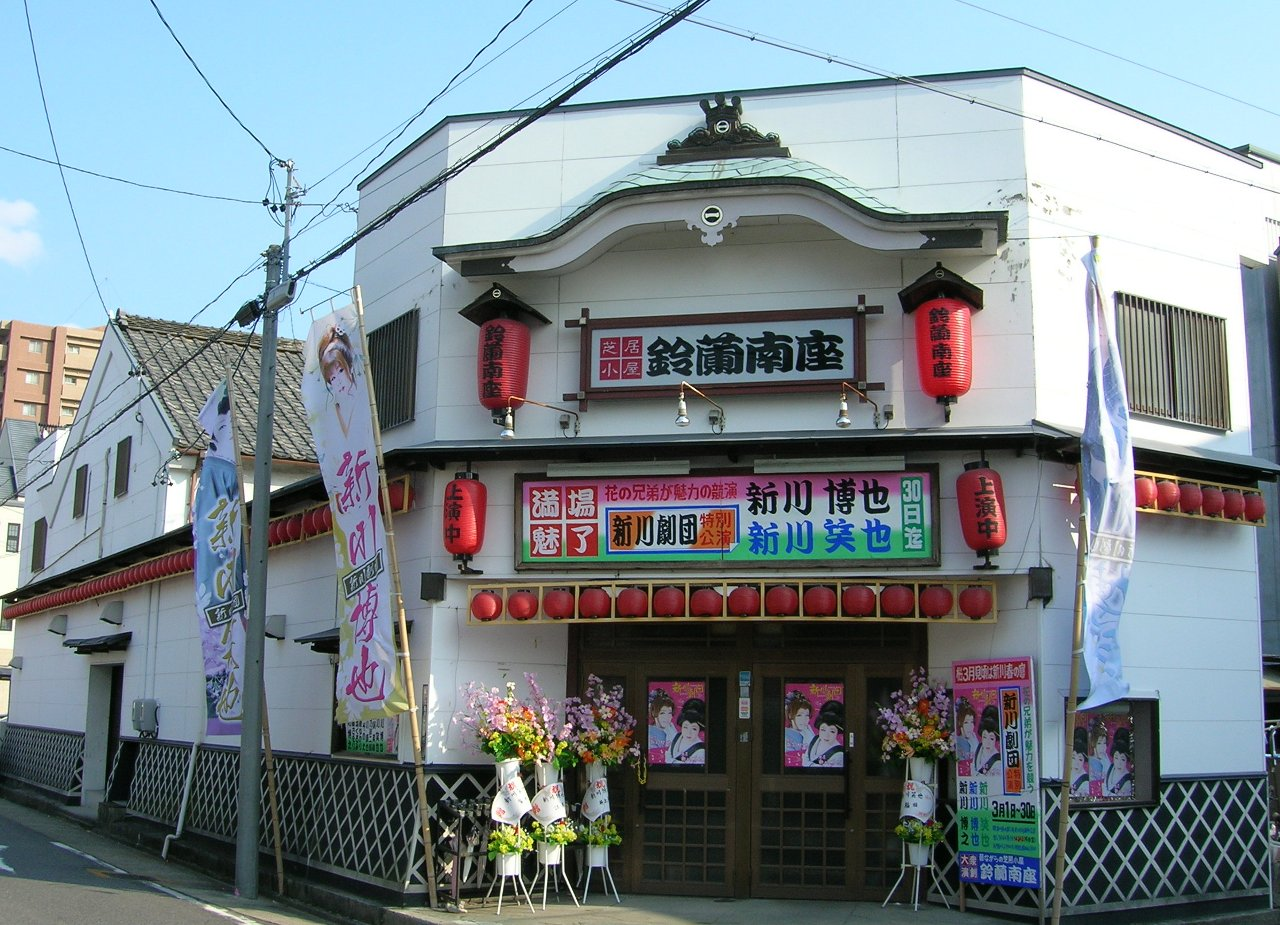
鈴蘭南座
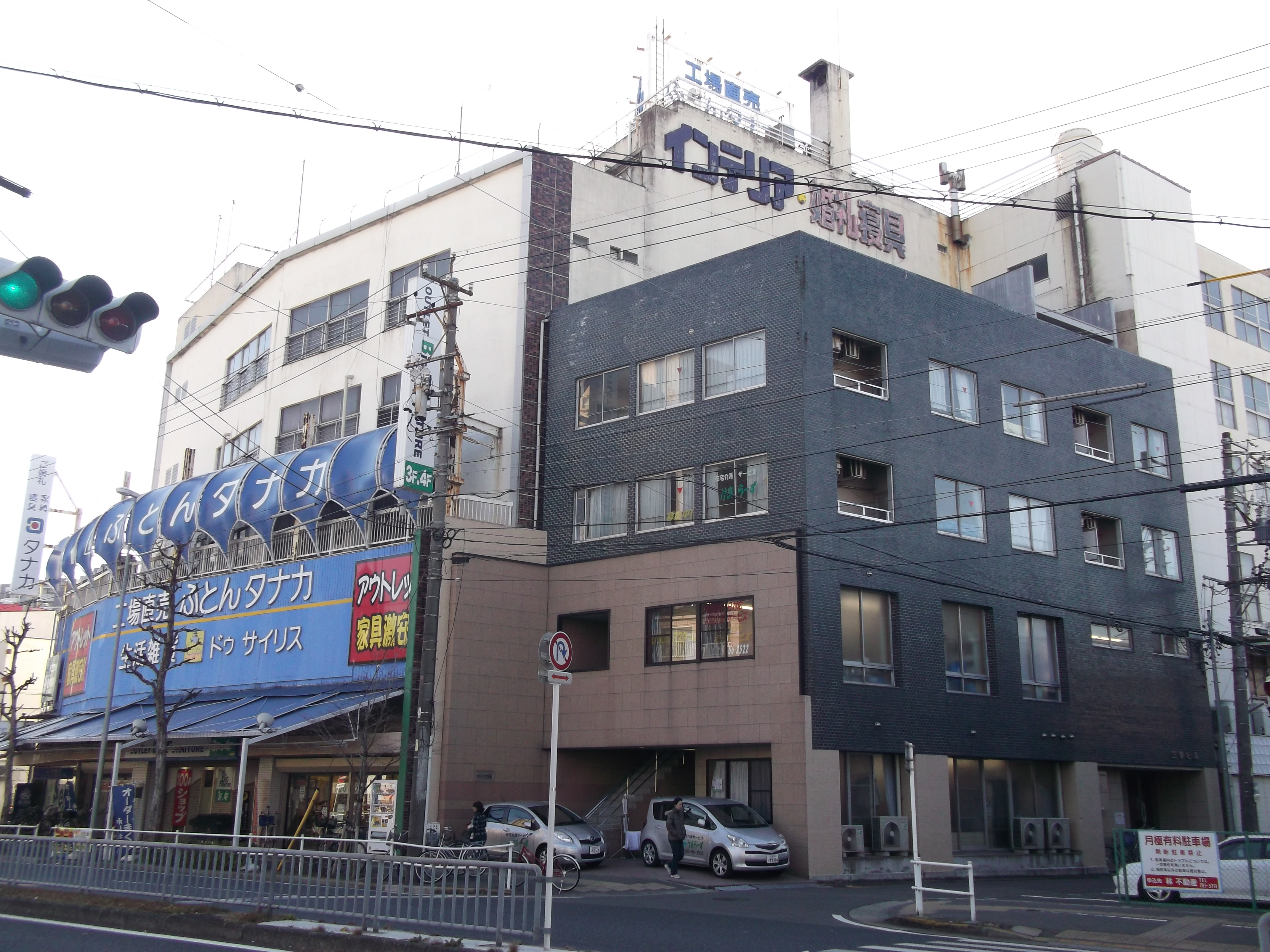
ふとんのタナカ名古屋大曽根総本店

鈴蘭通商店街の一角に所在した大衆演劇の劇場。2016年をもって閉館した。
- ふとんのタナカ大曽根総本店

- 鈴蘭南座
- ふとんのタナカ名古屋大曽根総本店

### 大曽根二丁目
- 大曽根本通商店街オゾンアベニュー
- 大曽根商店街（OZモール）
- 大隈病院
- 医療法人としわ会北区複合型介護施設
- 大垣共立銀行大曽根支店

大正年間に経営不振で閉鎖に追い込まれていた農産銀行を大垣共立銀行が買収し、同行大曽根支店としたもの。

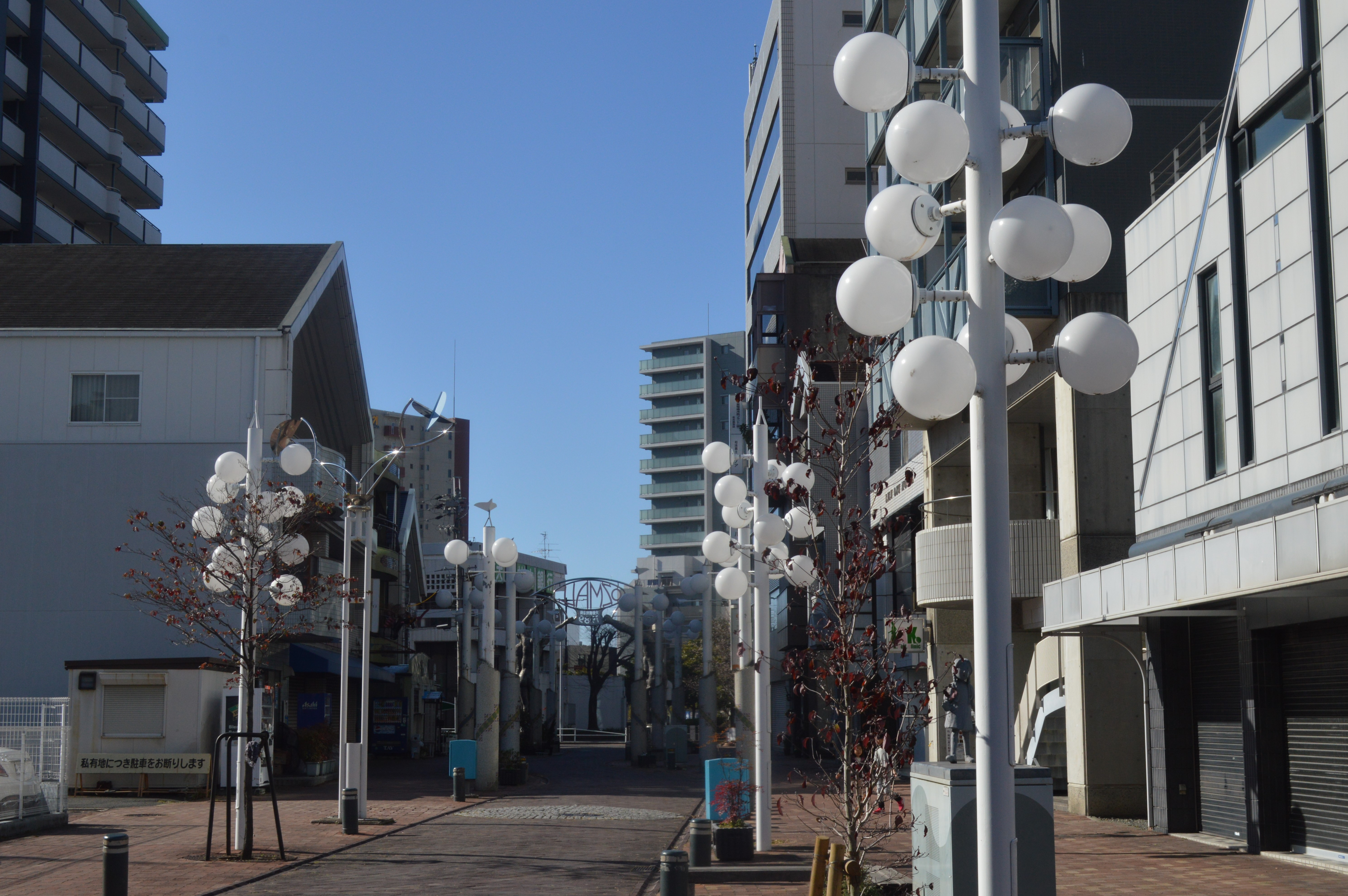
OZモール
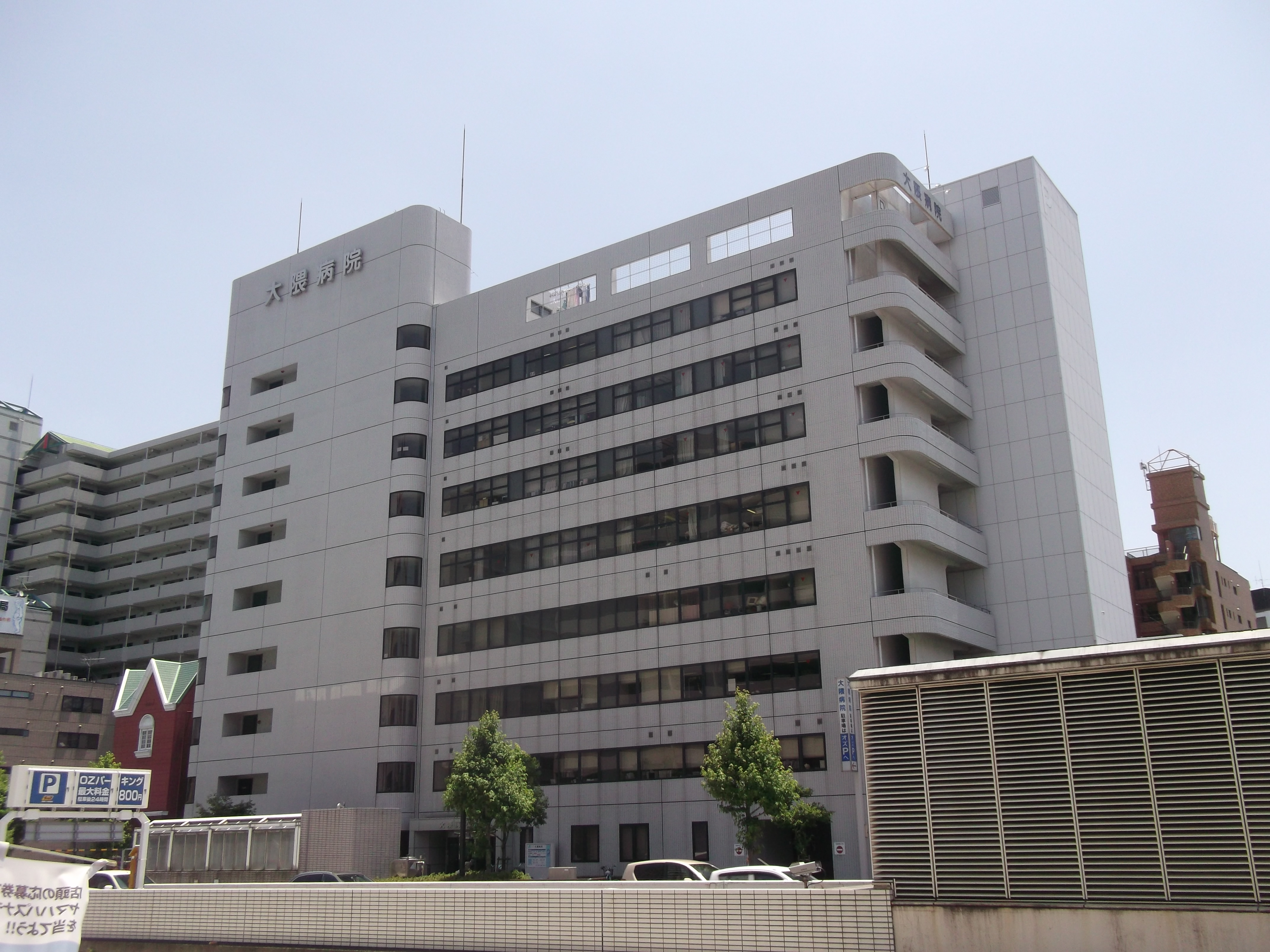
大隈病院
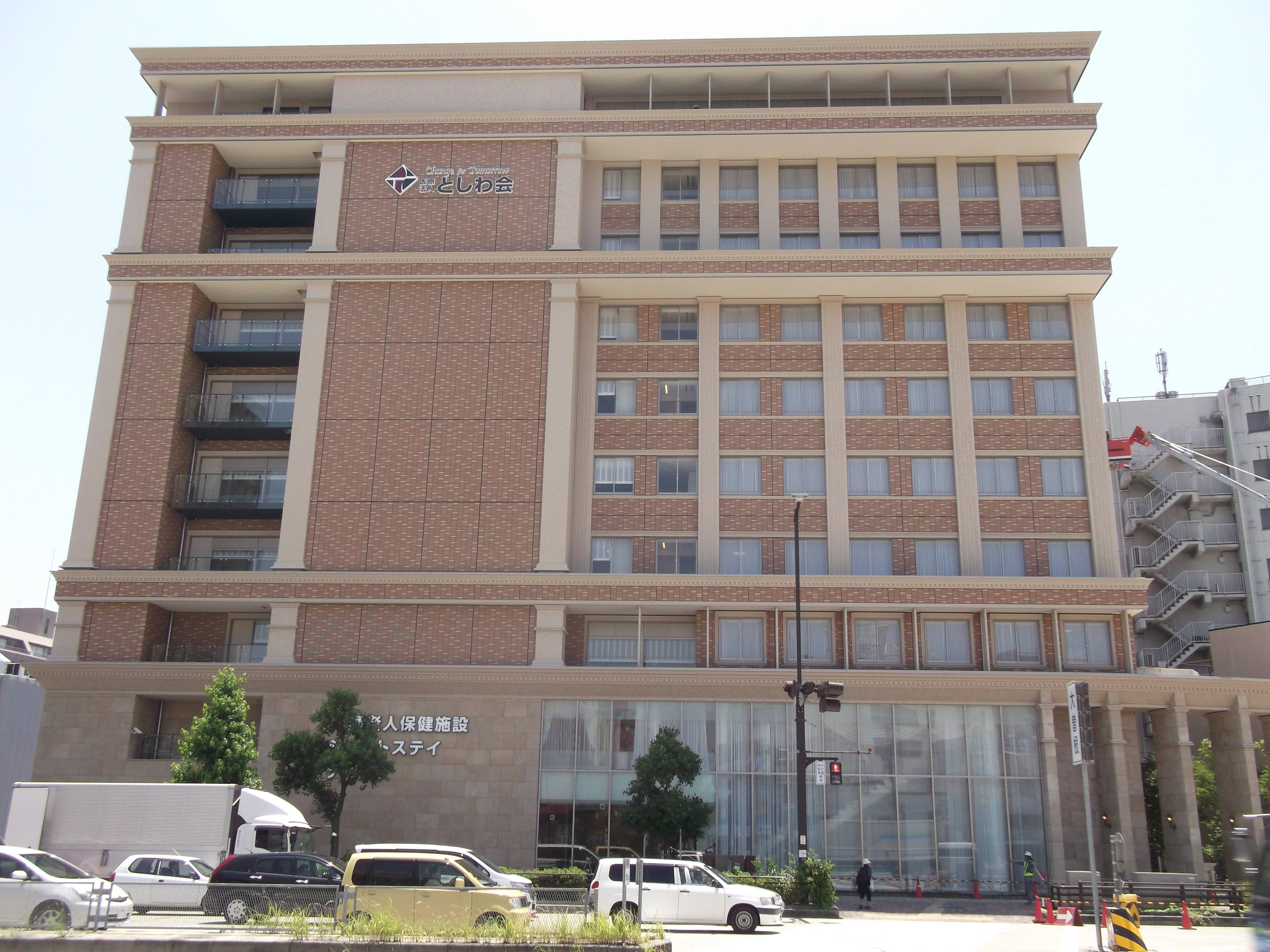
医療法人としわ会北区複合型介護施設

### 大曽根三丁目
- OZ GARDEN（地下街）
- 十六銀行大曽根支店
- 瀬戸信用金庫大曽根支店
- 名古屋市立六郷小学校
- コジマ薬局
- 眼科三宅病院

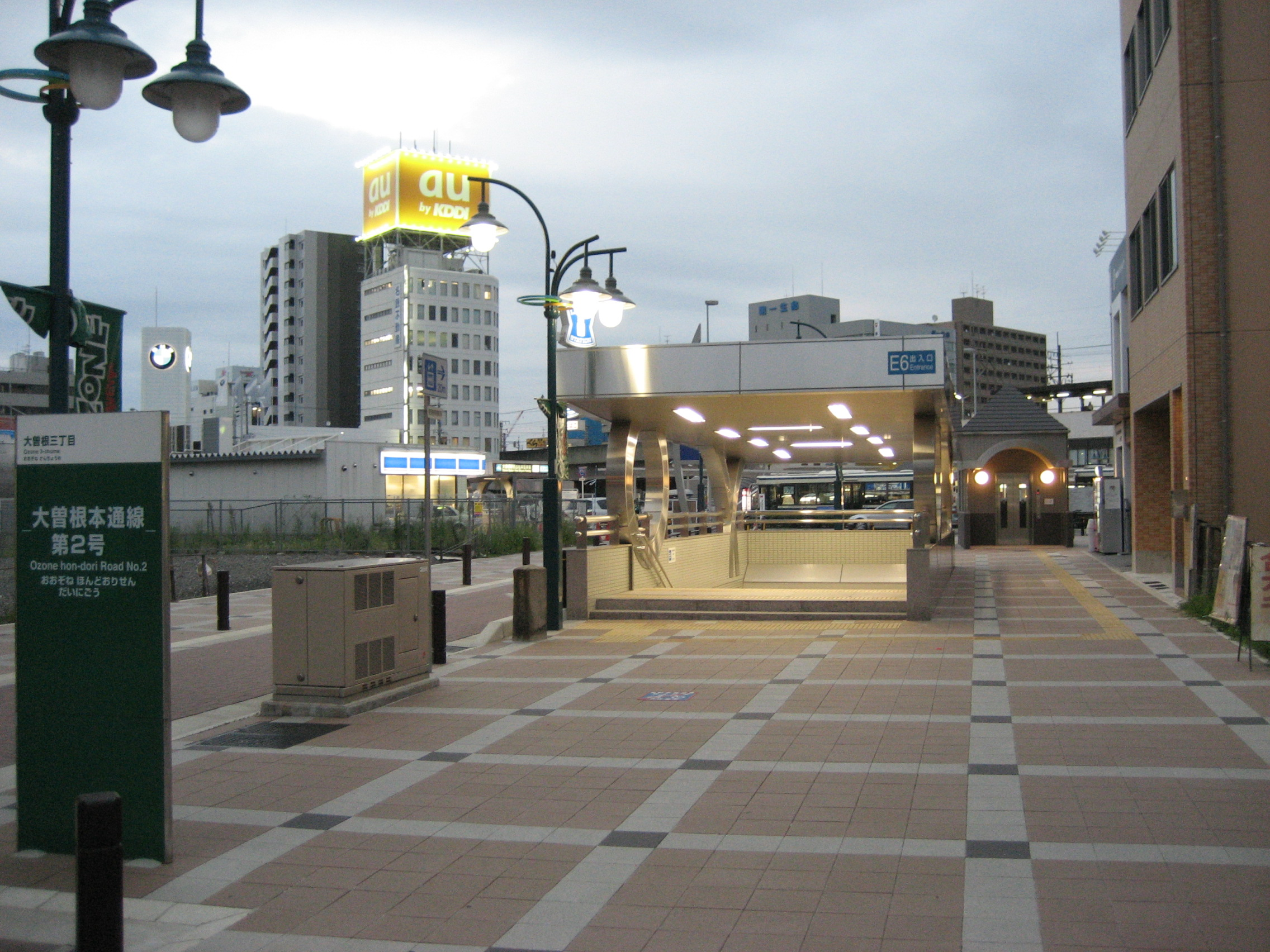
大曽根駅前広場
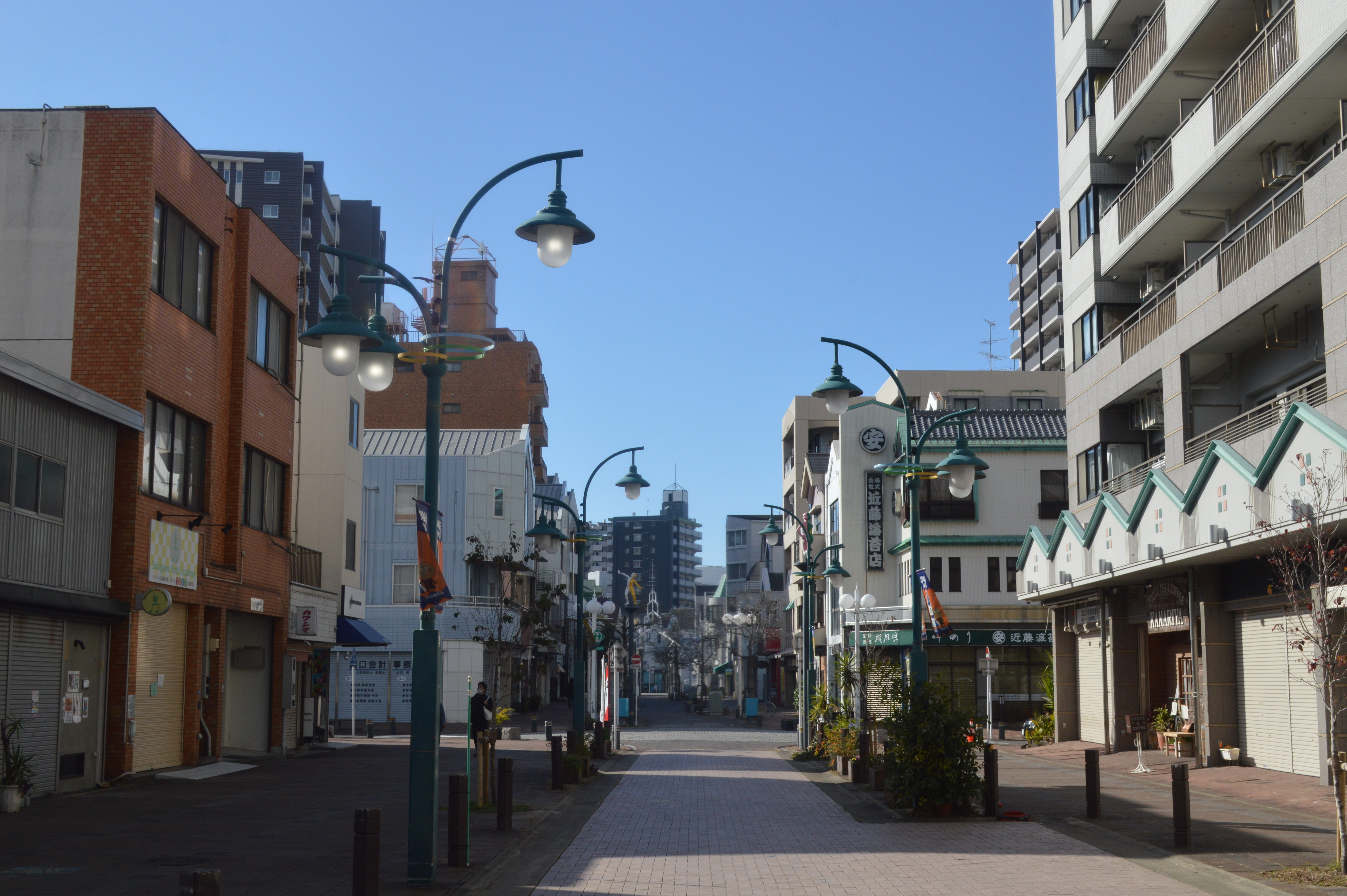
OZモール
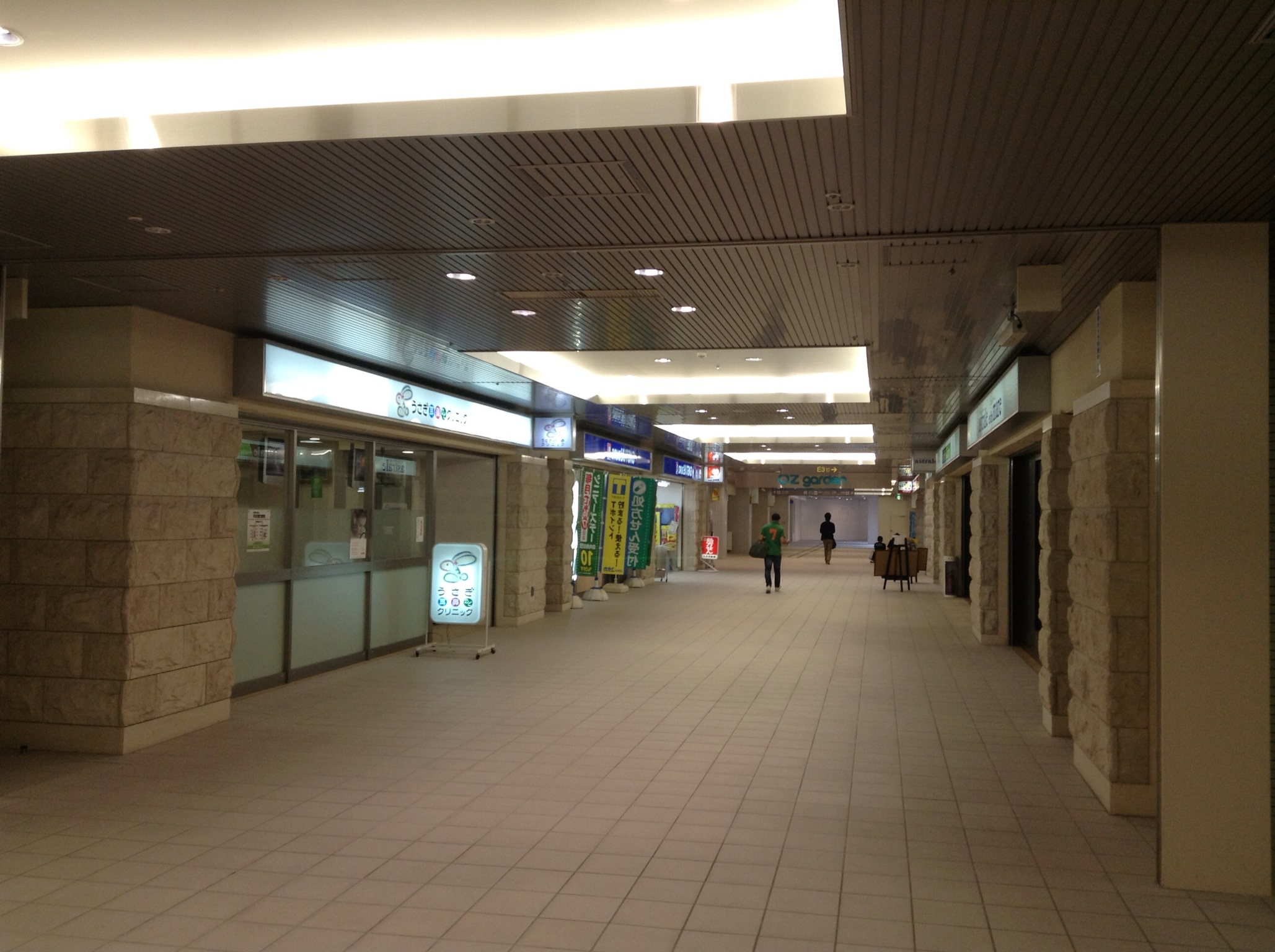
OZガーデン
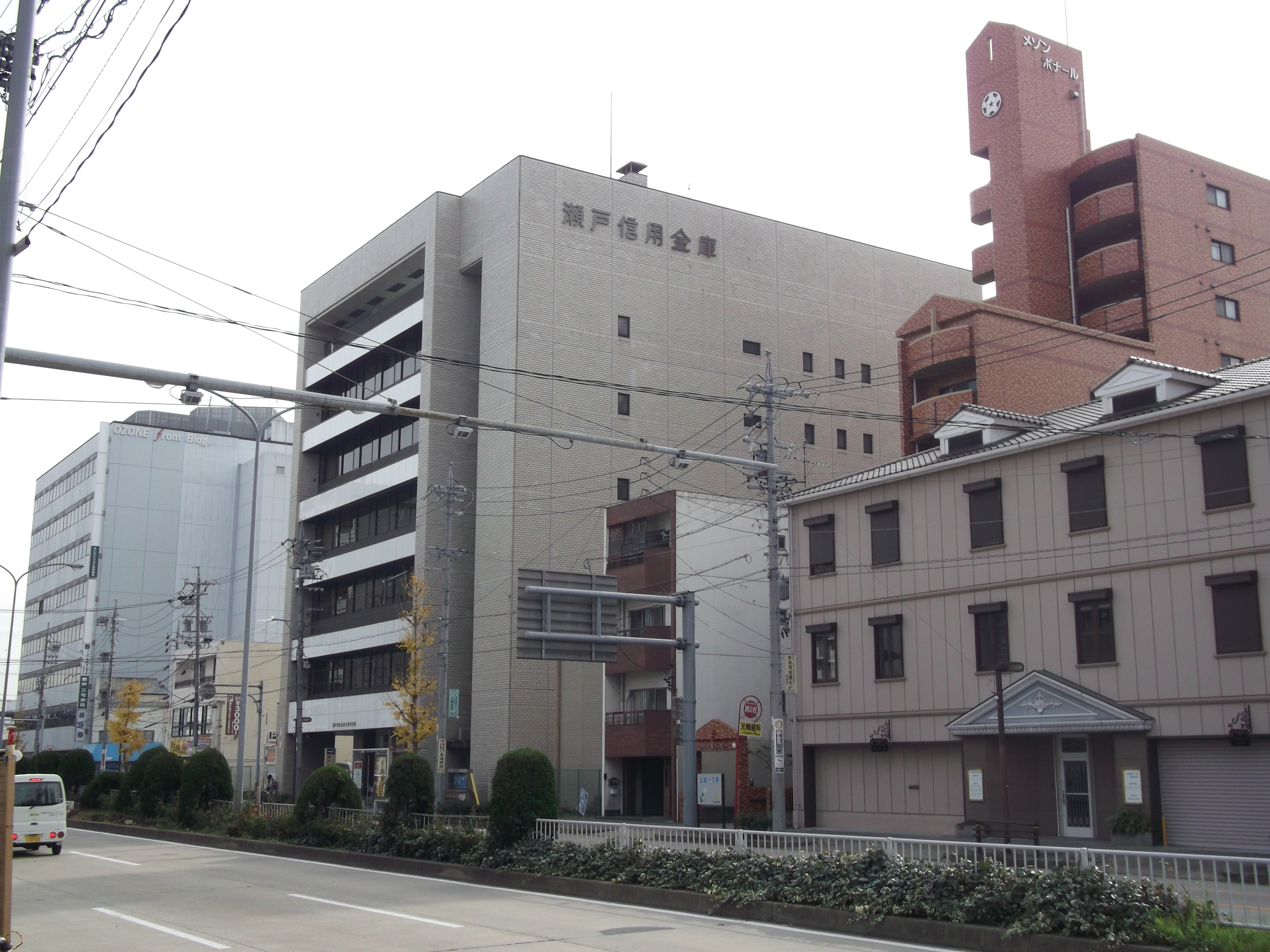
瀬戸信用金庫大曽根支店
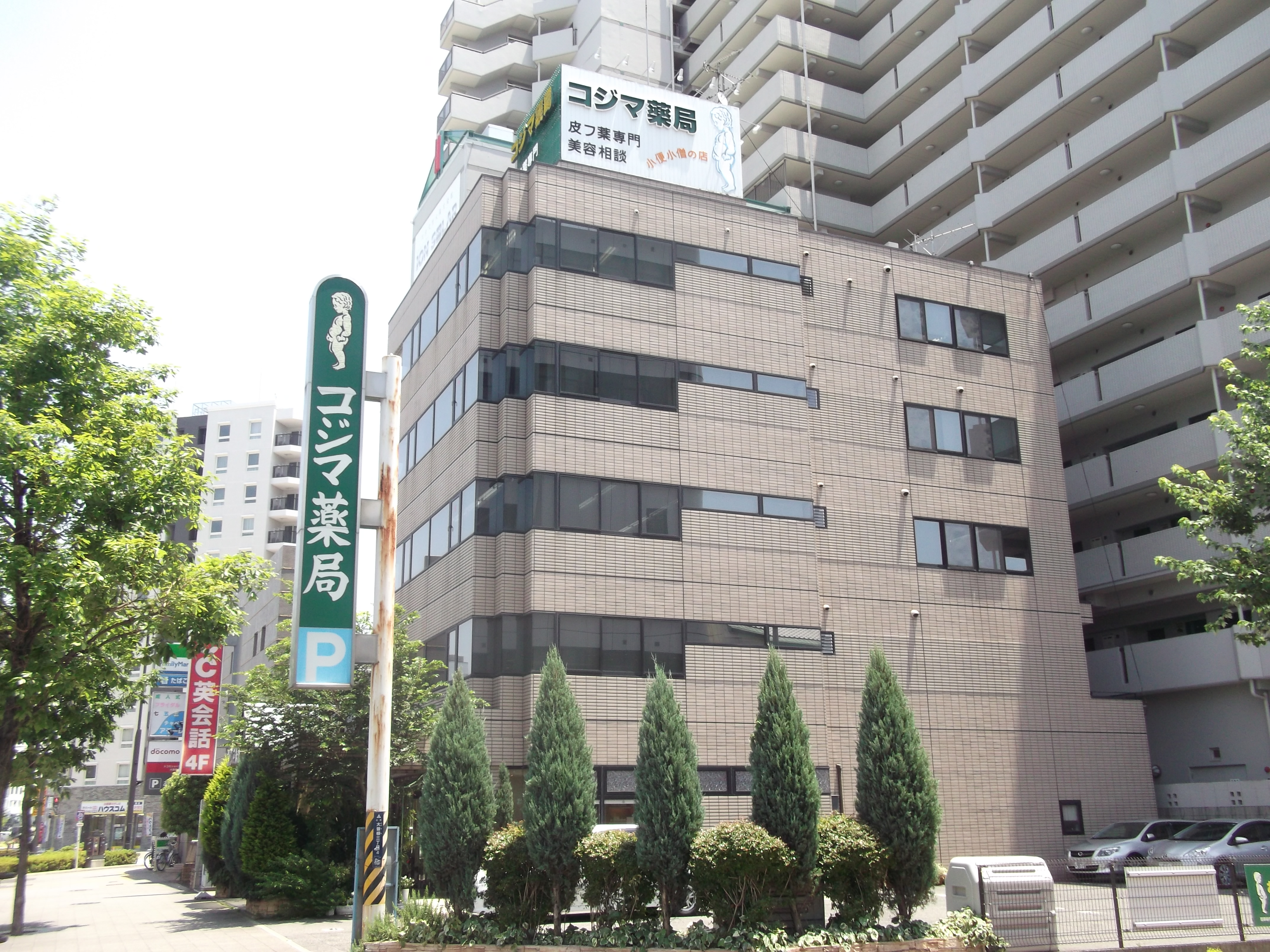
コジマ薬局
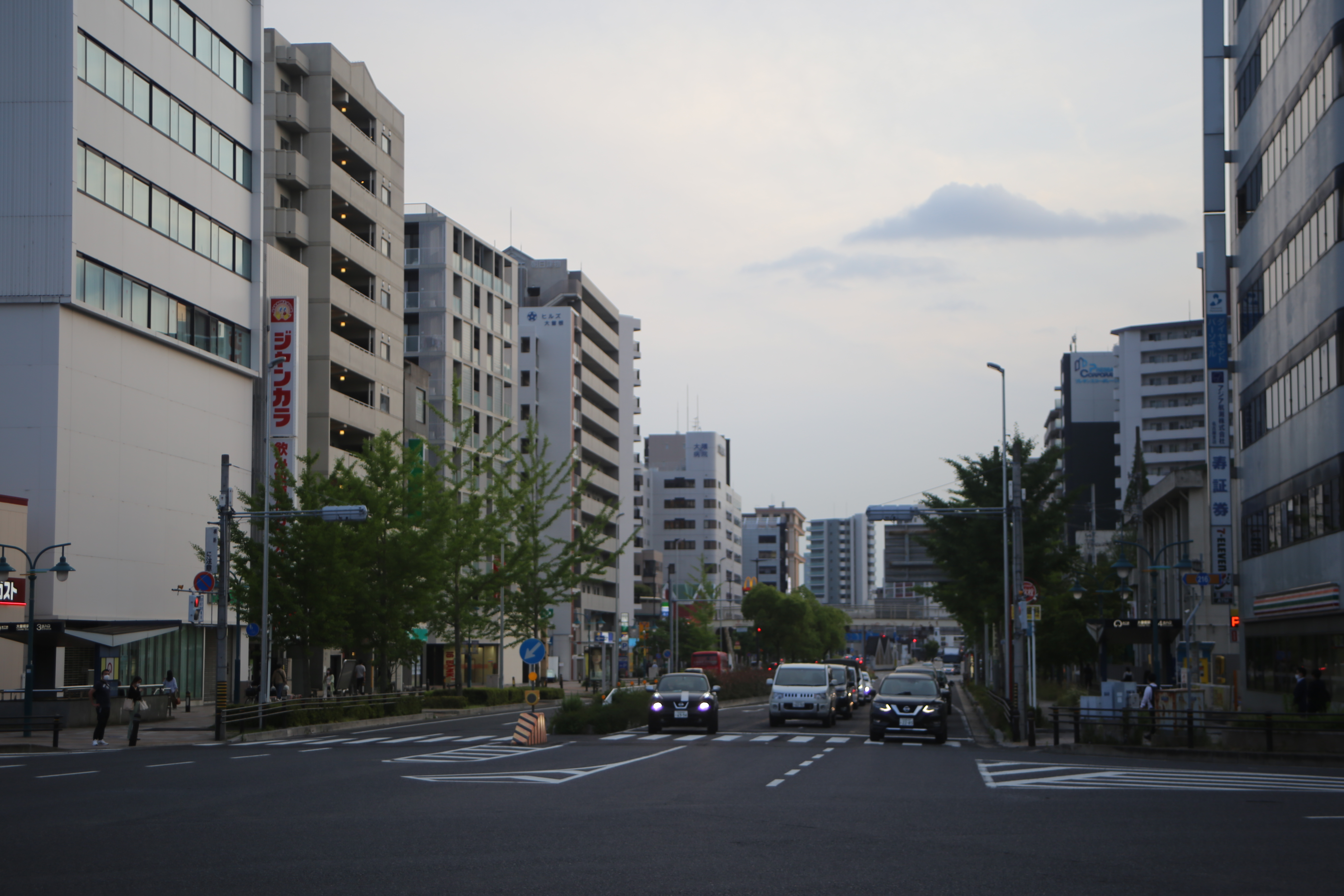
愛知県道15号葵町線

### 大曽根四丁目
- 名古屋大曽根郵便局

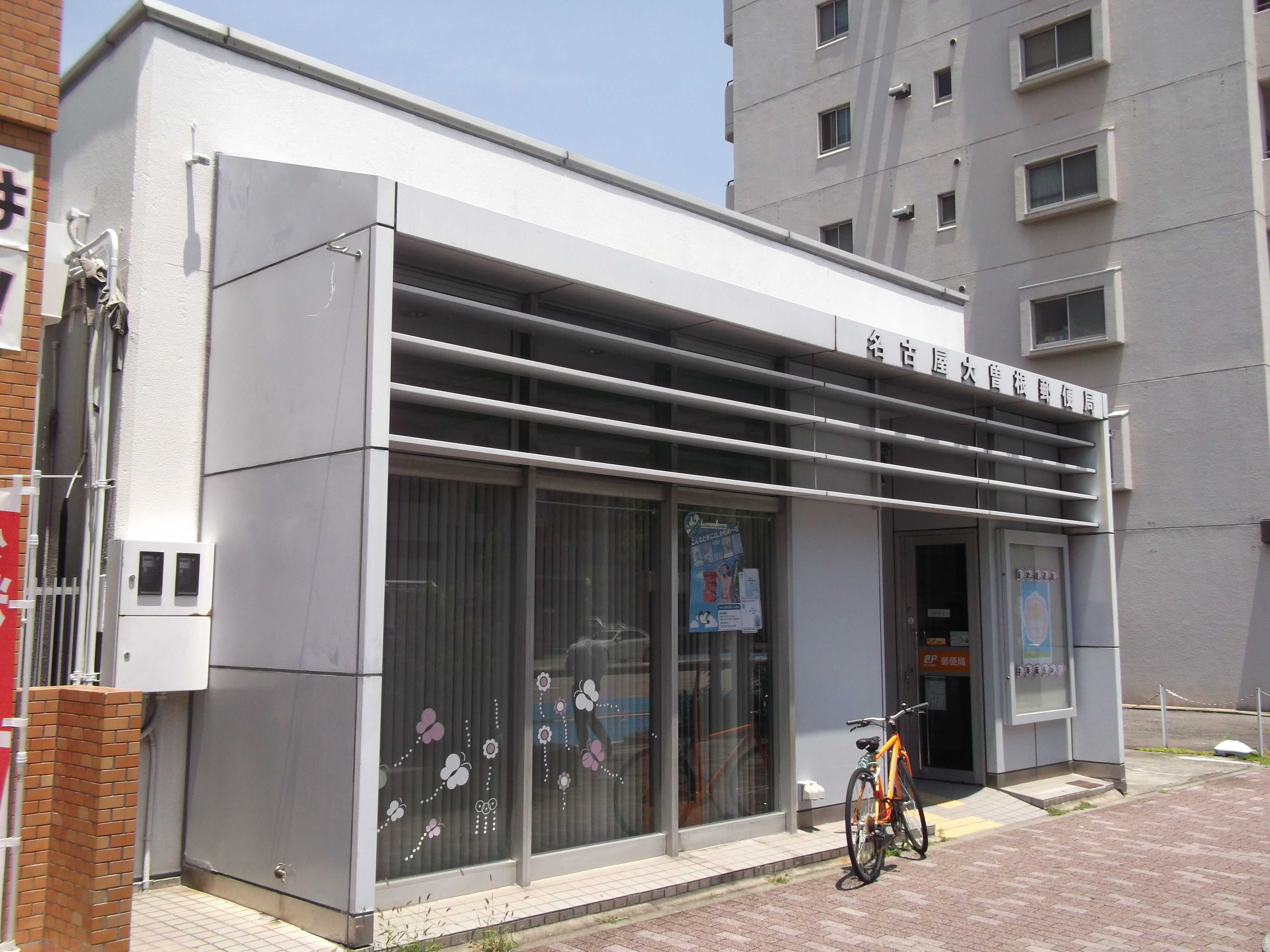
大曽根郵便局

## ギャラリー

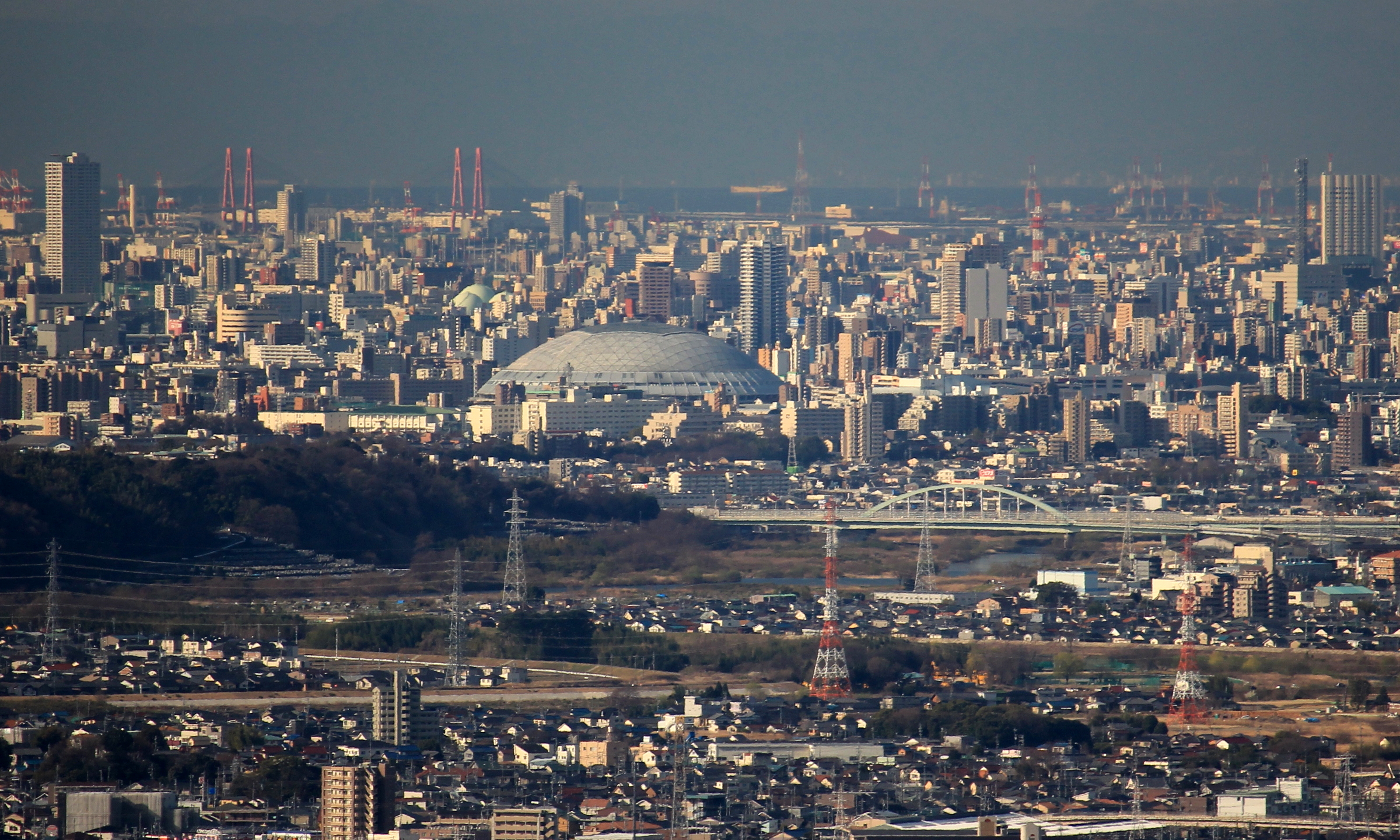
春日井市弥勒山から望む副都心大曽根の遠景

## その他

### 日本郵便
- 集配担当する郵便局は以下の通りである[WEB 21]。

| 区   | 町丁   | 郵便番号 | 郵便局         |
| ---- | ------ | -------- | -------------- |
| 北区 | 大曽根 | 462-0825 | 名古屋北郵便局 |
| 東区 | 大曽根 | 461-0021 | 名古屋東郵便局 |

### WEB
1. 1 2  “町・丁目(大字)別、年齢(10歳階級)別公簿人口(全市・区別)”.   名古屋市 (2019年1月23日). 2019年1月23日閲覧。
2. 1 2  “郵便番号”.  日本郵便. 2019年1月6日閲覧。
3. 1 2  “郵便番号”.  日本郵便. 2019年1月6日閲覧。
4. ↑  “市外局番の一覧”.   総務省. 2019年1月6日閲覧。
5. ↑  “北区の町名一覧”.   名古屋市 (2015年10月21日). 2019年1月12日閲覧。
6. ↑  “東区の町名一覧”.   名古屋市 (2015年10月21日). 2019年1月12日閲覧。
7. ↑  “公共団体施行土地区画整理事業について（市政情報）”.   名古屋市. 2020年7月5日閲覧。
8. ↑  “名古屋市:東区及び北区の一部で住居表示を実施(平成16年11月20日実施)”. 2017年1月15日閲覧。
9. ↑  総務省統計局 (2014年3月28日). “平成7年国勢調査の調査結果(e-Stat) - 男女別人口及び世帯数 －町丁・字等” (CSV). 2019年4月27日閲覧。
10. ↑  総務省統計局 (2014年5月30日). “平成12年国勢調査の調査結果(e-Stat) - 男女別人口及び世帯数 －町丁・字等” (CSV). 2019年4月27日閲覧。
11. ↑  総務省統計局 (2014年6月27日). “平成17年国勢調査の調査結果(e-Stat) - 男女別人口及び世帯数 －町丁・字等” (CSV). 2019年4月27日閲覧。
12. ↑  総務省統計局 (2012年1月20日). “平成22年国勢調査の調査結果(e-Stat) - 男女別人口及び世帯数 －町丁・字等” (CSV). 2019年4月27日閲覧。
13. ↑  総務省統計局 (2017年1月27日). “平成27年国勢調査の調査結果(e-Stat) - 男女別人口及び世帯数 －町丁・字等” (CSV). 2019年4月27日閲覧。
14. ↑  総務省統計局 (2014年3月28日). “平成7年国勢調査の調査結果(e-Stat) - 男女別人口及び世帯数 －町丁・字等” (CSV). 2019年4月27日閲覧。
15. ↑  総務省統計局 (2014年5月30日). “平成12年国勢調査の調査結果(e-Stat) - 男女別人口及び世帯数 －町丁・字等” (CSV). 2019年4月27日閲覧。
16. ↑  総務省統計局 (2014年6月27日). “平成17年国勢調査の調査結果(e-Stat) - 男女別人口及び世帯数 －町丁・字等” (CSV). 2019年4月27日閲覧。
17. ↑  総務省統計局 (2012年1月20日). “平成22年国勢調査の調査結果(e-Stat) - 男女別人口及び世帯数 －町丁・字等” (CSV). 2019年4月27日閲覧。
18. ↑  総務省統計局 (2017年1月27日). “平成27年国勢調査の調査結果(e-Stat) - 男女別人口及び世帯数 －町丁・字等” (CSV). 2019年4月27日閲覧。
19. ↑  “市立小・中学校の通学区域一覧”.   名古屋市 (2018年11月10日). 2019年1月14日閲覧。
20. ↑  “平成29年度以降の愛知県公立高等学校（全日制課程）入学者選抜における通学区域並びに群及びグループ分け案について”.   愛知県教育委員会 (2015年2月16日). 2019年1月14日閲覧。
21. ↑  郵便番号簿 平成29年度版 - 日本郵便. 2019年01月06日閲覧 (PDF)

### 書籍
1. 1 2 3 4 5  名古屋市計画局 1992, p. 746.
2. 1 2 3 4 5 6 7 8 9 10  名古屋市計画局 1992, p. 742.
3. 1 2  名古屋市計画局 1992, p. 152.
4. ↑  名古屋市計画局 1992, p. 172.
5. ↑  名古屋市計画局 1992, p. 738.
6. ↑  名古屋市計画局 1992, p. 739.
7. ↑  “懐かしい大曽根 再現 大垣共立銀 新聞や写真を展示”. 中日新聞朝刊. (1996年3月5日)